# Harlem Shake
Harlem Shake는 미국의 DJ 바우어의 노래이다. 빌보드 핫 100에서 1위로 데뷔했으며, 전세계에 할렘 셰이크 열풍을 가져온 곡이기도 하다.

## 곡 목록
Digital download
1. "Harlem Shake" – 3:16
2. "Yaow!" – 2:11